# Vue de la passerelle de Passy
Vue de la passerelle de Passy – ou Bords de la Seine – est un tableau du peintre français Henri Rousseau réalisé en 1890-1891. Cette huile sur toile est un paysage urbain exécuté dans le style naïf caractéristique de l'artiste. Elle représente, sous un ciel gris à l'horizon bas, la passerelle de Passy franchissant la Seine à Paris, dominée par des cheminées d'usine. L'œuvre est conservée au Museo d'arte della Svizzera italiana de Lugano, en Suisse, depuis un don en 1965.